# Pozemní hokej na Letních olympijských hrách 1964
Pozemní hokej na LOH 1964 v Tokiu zahrnoval pouze turnaj mužů. Všechny zápasy tohoto turnaje se odehrály ve dnech 11. až 23. října 1964 na prvním a druhém stadionu v olympijském parku Komazawa.

## Program turnaje
Turnaje se mělo původně zúčastnit 16 mužstev, která byla rozdělena do dvou osmičlenných skupin, ve kterých se hrálo způsobem jeden zápas každý s každým a poté nejlepší dva týmy z každé skupiny postoupily do semifinále a týmy na 3. a 4. místě hrály o 5. místo. Ale tým Indonésie byl vyloučen, protože když Indonésie v roce 1962 pořádala Asijské hry, tak po nátlaku ze strany Čínské lidové republiky nevydala víza sportovcům Čínské republiky a po nátlaku ze strany arabských států nevydala víza ani sportovcům Izraele, přestože Asijské hry byly pod patronátem MOV a z hlediska stanov MOV, byla Indonésie povinna víza sportovcům těchto zemí vydat. Indonésie byla následně vyloučena z MOV a založila svoji vlastní sportovní organizaci GANEFO. Turnaj v pozemním hokeji na LOH 1964 se tak odehrál pouze s 15 týmy.

## Turnaj mužů
| Zlato   | Indie (IND)     |
| Stříbro | Pákistán (PAK)  |
| Bronz   | Austrálie (AUS) |

## Skupina A
- 11. října
- Keňa - Rhodésie 1:1
- Pákistán - Japonsko 1:0
- Velká Británie - Austrálie 0:7
- 12. října
- Pákistán - Keňa 5:2
- Austrálie - Rhodésie 3:0
- Velká Británie - Nový Zéland 0:2
- 13. října
- Austrálie - Japonsko 3:1
- Velká Británie - Rhodésie 4:1
- Keňa - Nový Zéland 3:2
- 15. října
- Pákistán - Velká Británie 1:0
- Keňa - Austrálie 1:0
- Japonsko - Nový Zéland 1:0
- 16. října
- Austrálie - Nový Zéland 2:1
- Keňa - Japonsko 0:2
- Pákistán - Rhodésie 6:0
- 18. října
- Velká Británie - Keňa 0:1
- Japonsko - Rhodésie 2:1
- Pákistán - Nový Zéland 2:0
- 19. října
- Velká Británie - Japonsko 1:0
- Pákistán - Austrálie 2:1
- Nový Zéland - Rhodésie 1:2

| Poř. | Tým            | Z | V | R | P | VG | OG | B  |
| ---- | -------------- | - | - | - | - | -- | -- | -- |
| 1.   | Pákistán       | 6 | 6 | 0 | 0 | 17 | 3  | 12 |
| 2.   | Austrálie      | 6 | 4 | 0 | 2 | 16 | 5  | 8  |
| 3.   | Keňa           | 6 | 3 | 1 | 2 | 7  | 9  | 7  |
| 4.   | Japonsko       | 6 | 3 | 0 | 3 | 6  | 6  | 6  |
| 5.   | Velká Británie | 6 | 2 | 0 | 4 | 5  | 12 | 4  |
| 6.   | Rhodésie       | 6 | 1 | 1 | 4 | 4  | 16 | 3  |
| 7.   | Nový Zéland    | 6 | 1 | 0 | 5 | 6  | 10 | 2  |
| 8.   | Indonésie      | 0 | 0 | 0 | 0 | 0  | 0  | 0  |

## Skupina B
- 11. října
- Španělsko - Nizozemsko 1:1
- Německo - Kanada 5:1
- Malajsie - Hongkong 4:1
- Indie - Belgie 2:0
- 12. října
- Indie - Německo 1:1
- Belgie - Hongkong 2:0
- Španělsko - Malajsie 3:0
- Nizozemsko - Kanada 5:0
- 14. října
- Kanada - Hongkong 2:1
- Německo - Nizozemsko 1:0
- Indie - Španělsko 1:1
- Belgie - Malajsie 3:3
- 15. října
- Španělsko - Kanada 3:0
- Nizozemsko - Belgie 4:0
- Německo - Malajsie 0:0
- Indie - Hongkong 6:0
- 17. října
- Belgie - Kanada 5:1
- Indie - Malajsie 3:1
- Španělsko - Německo 1:1
- Nizozemsko - Hongkong 7:0
- 18. října
- Nizozemsko - Malajsie 2:0
- Indie - Kanada 3:0
- Německo - Belgie 0:0
- Španělsko - Hongkong 4:0
- 19. října
- Německo - Hongkong 1:1
- Malajsie - Kanada 3:1
- Španělsko - Belgie 3:0
- Indie - Nizozemsko 2:1

| Poř. | Tým        | Z | V | R | P | VG | OG | B  |
| ---- | ---------- | - | - | - | - | -- | -- | -- |
| 1.   | Indie      | 7 | 5 | 2 | 0 | 18 | 4  | 12 |
| 2.   | Španělsko  | 7 | 4 | 3 | 0 | 16 | 3  | 11 |
| 3.   | Německo    | 7 | 2 | 5 | 0 | 9  | 4  | 9  |
| 4.   | Nizozemsko | 7 | 4 | 1 | 2 | 20 | 4  | 9  |
| 5.   | Malajsie   | 7 | 2 | 2 | 3 | 11 | 13 | 6  |
| 6.   | Belgie     | 7 | 2 | 2 | 3 | 10 | 13 | 6  |
| 7.   | Kanada     | 7 | 1 | 0 | 6 | 5  | 25 | 2  |
| 8.   | Hongkong   | 7 | 0 | 1 | 6 | 3  | 26 | 1  |

## Zápasy o umístění

### Zápasy o 5. místo
- 21. října
- Keňa - Nizozemsko 3:1
- Německo - Japonsko 5:1
- 22. října
- Keňa - Německo 0:3

### Semifinále
- 21. října
- Pákistán - Španělsko 3:0
- Indie - Austrálie 3:1

### Zápas o 3. místo
- 23. října
- Austrálie - Španělsko 3:2

### Finále
- 23. října
- Pákistán - Indie 0:1

## Medailisté
| Zlato | Stříbro | Bronz |
| --- | --- | --- |
| Indie | Pákistán | Austrálie |
| Singh Harbinder Shankar Laxman Lal Mohinder Hari Pal-Kaushik Bandu Patil V.J. Peter Ali Sayeed Charanjit Singh Darshan Singh Dhara Singh Gurbux Singh Jagjit Singh Joginder Singh Udhum Singh Prithipal Singh | Muhammad Afzal Anwar Ahmad Munir Ahmed Dar Saeed Anwar Zaka Din Muhammad Asad Manzoor Hussain Atif Khursid Azam Abdul Hamid II Zafar Hayat Khalid Mahmood Khizar Nawaz Tariq Niazi Motih Ullah | Mervyn Crossman Paul Dearing Raymond Evans Robin Hodder John McBryde Donald McWatters Patrick Nilan Eric Pearce Julian Pearce Desmond Piper Donald Smart Antony Waters Graham Wood |